# Вишенський Володимир Андрійович
Володи́мир Андрі́йович Више́нський (20 грудня 1934, Квітневе — 25 жовтня 2017, Київ) — радянський та український математик. Кандидат фізико-математичних наук, доцент кафедри, алгебри та математичної логіки механіко-математичного факультету Київського національного університету імені Тараса Шевченка. Основні наукові результати стосуються теорії груп підстановок і алгебричної комбінаторики. Двоюрідний брат поета Станіслава Вишенського.

## Життєвий шлях
Народився в селі Квітневе Попільнянського району Житомирської області, закінчив механіко-математичний факультет Київського національного університету імені Тараса Шевченка у 1957 році (диплом з відзнакою И No. 286479). У 1957-1960 рр. навчався в аспірантурі механіко-математичного факультету, а після її закінчення аж до виходу на пенсію у червні 2001 року незмінно працював на кафедрі алгебри та математичної логіки на посадах в.о. доцента (з 1960 по 1966 рр.), викладача (з 1966 по 1984 рр.), старшого викладача (з 1984 по 1986 рр.), доцента (з 1986 р.). У 1984 році захистив кандидатську дисертацію за спеціальністю 01.01.06 — алгебра, теорія чисел та математична логіка. У 1990 році йому присвоєно вчене звання доцента кафедри алгебри та математичної логіки.
Вишенський В. А. визнаний найкращим викладачем університету у 1987–1988 навчальному році. Йому неодноразово оголошувалися подяки керівництвом університету за активну участь у роботі Республіканських олімпіад юних математиків, за добросовісну багаторічну роботу з навчання та виховання учнів Республіканської спеціалізованої школи-інтернату фізико-математичного профілю при Київському державному університеті ім. Т. Г. Шевченка, за багаторічну добросовісну працю. Він був делегатом Всесоюзного з'їзду працівників освіти у 1989 р. Він — дійсний член Київського математичного товариства з часу його заснування у 1988 році. Активний член редколегії журналу для школярів та вчителів «У світі математики» з дня його створення і по сьогодні.
Брав активну участь в суспільному житті факультету, університету. З середини 1960-х років до кінця 1980-х років працював у редакції науково-популярних і навчальних програм українського телебачення і особисто вів щотижневу телепередачу «Вища математика для студентів загальнотехнічних факультетів» та регулярні телепередачі з циклу «Заочна телевізійна фізико-математична школа» для учнів старших класів. По лінії товариства Знання читав лекції для вчителів м. Києва та слухачів університету юних математиків при Інституті математики АН УРСР.
У кінці 1980-х був членом Вченої ради Київського університету. Він був одним з засновників і протягом 40 років членом Ради Республіканської спеціалізованої школи-інтернату фізико-математичного профілю при Київському державному університеті ім. Т. Г. Шевченка. Він — один із засновників і організаторів та багаторічний член журі Української та Київської олімпіад юних математиків.
Вишенський В. А. опублікував 35 підручників та навчальних посібників (з них понад 20 підручників з грифом Міносвіти) та кілька десятків наукових та навчально-методичних праць.
У 1968 році Вишенський В. А. був одним із перших 10 підписантів Листа-протесту 139.

## Основні наукові праці
- Збірник задач для учасників олімпіад юних математиків. К., 1963 (у співавт.).
- Лінійні простори. К., 1971 (у співавт.).
- Вибрані задачі з алгебри і геометрії. К., 1978 (у співавт.).
- Вибрані питання елементарної математики (3-е вид.). К., 1982 (у співавт.).
- Сборник задач Киевских математических олимпиад. К., 1984 (у співавт.).
- Українські математичні олімпіади. К., 1993 (у співавт.).
- Збірник задач з математики (2-е вид.). К., 1993 (у співавт.).
- Конкурсні задачі з математики. К., 2001 (у співавт.).

## Нагороди

### Державні нагороди
- Значок «Відмінник народної освіти» (No. 53139, 1973 р.)
- Медаль «В пам'ять 1500-річчя Києва» (1980)
- Медаль «Ветеран праці» (1988)

### Почесні грамоти
- Грамота Міністерства освіти України (No. 89502, 1971). За сумлінну роботу в справі навчання і виховання підростаючого покоління.
- Занесений до книги пошани Республіканської спеціалізованої школи-інтернату фізико-математичного профілю при Київському державному університеті ім. Т. Г. Шевченка (зараз — УФМЛ). (1972)
- Почесна грамота Державного комітету УРСР з телебачення та радіомовлення (1983). За активну багаторічну діяльність в навчальних програмах Українського телебачення.
- Почесна грамота ЦК ЛКСМ України (1980). За активну роботу з виховання молоді.
- Почесна грамота Міністерства освіти УРСР (No. 177716, 1983). За багаторічну роботу в Раді школи Республіканської спеціалізованої школи-інтернату фізико-математичного профілю при Київському державному університеті ім. Т. Г. Шевченка.
- Грамота «Ветеран праці Київського ордена Леніна державного університету імені Т. Г. Шевченка» (1984)
- Почесна грамота Московської районної державної адміністрації м. Києва (No. 173, 2000)
- Почесна грамота Механіко-математичного факультету Київського національного університету імені Тараса Шевченка (2000)